# LN24
LN24 is een 24-uursnieuwszender, gericht op de Franse Gemeenschap in België, die uitzendt vanuit Brussel. De zender heeft zo'n veertigtal mensen in dienst, van wie ongeveer de helft journalisten die zelfstandig werken met minimale middelen, waardoor er bijvoorbeeld geen cameraman mee gaat op reportage.

## Geschiedenis
Op 2 september 2019 om 20.00 uur werd de zender gelanceerd vanuit het Europees Parlement in Brussel. Het startkapitaal van 4,5 miljoen euro is gefinancierd door de drie oprichters (Joan Condijts, Martin Buxant en Boris Portnoy) en van vier partners: Belfius, Ice-Patrimonials (Jean-Pierre Lutgen), BESIX en Giles Daoust (directeur van Daoust en Title Media). Met het startkapitaal kan LN24 het naar eigen zeggen maximaal twee jaar uithouden. CEO Joan Condijts vond het dan ook niet verwonderlijk dat de zender in september 2021 op zoek moest gaan naar vers kapitaal.
Lijst van televisiekanalen in Franstalig België